# Zuckerpflanze

Struktur von Saccharose, links Glucosering, über glycosidische Bindung mit Fructose verknüpft

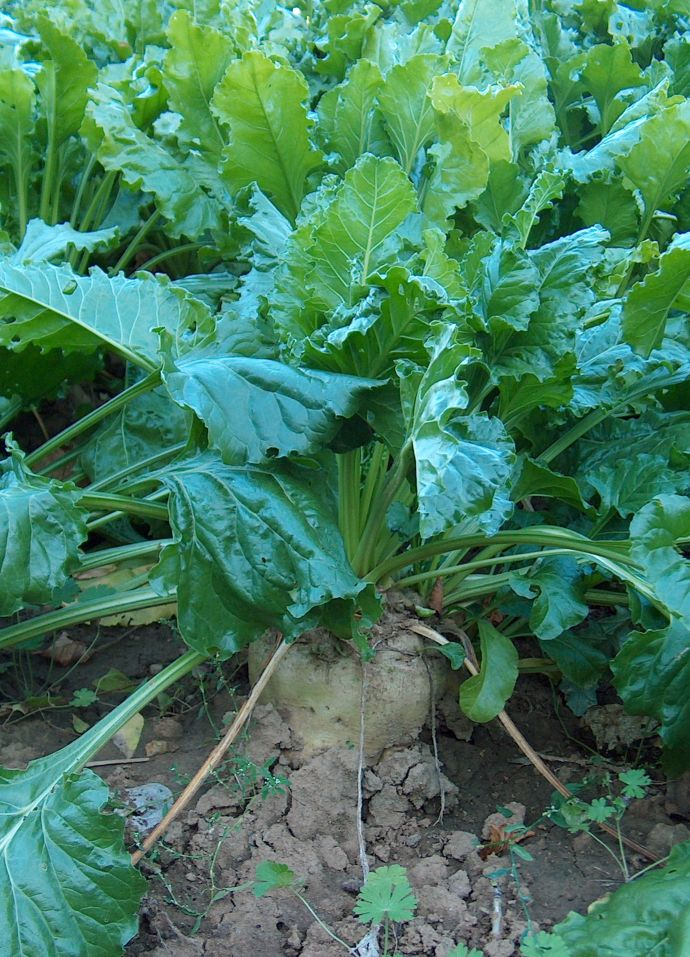
Zuckerrübe (Beta vulgaris)

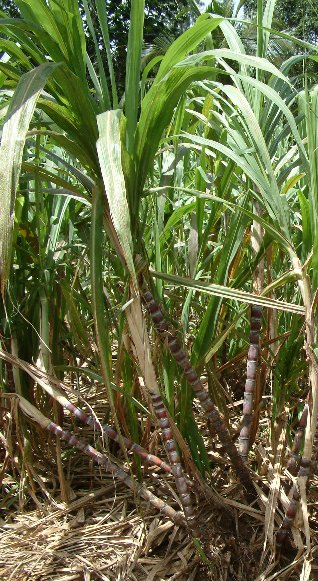
Zuckerrohr (Saccharum officinarum)

Als Zuckerpflanzen werden Pflanzen bezeichnet, deren Anbau zur Gewinnung von Zucker erfolgt. Die wichtigsten Zuckerpflanzen sind Zuckerrohr und Zuckerrüben. Aus diesen wird das Disaccharid (Zweifachzucker) Saccharose (Haushaltszucker, je nach Herkunft auch Rohr- bzw. Rübenzucker genannt) gewonnen. Dieses besteht aus den beiden glycosidisch verknüpften Monosacchariden (Einfachzuckern) Glucose (Traubenzucker) und Fructose (Fruchtzucker).
Das energiereiche Kohlenhydrat Saccharose dient den Zuckerpflanzen als Energiespeicher. Die aus der Pflanze gewonnene Saccharose wird z. B. als Nahrungsmittel oder zur Herstellung von Bioethanol genutzt.
Als Zucker wird der Haushaltszucker Saccharose bezeichnet. Nach der chemischen Definition fallen aber auch Polysaccharide wie z. B. Stärke darunter. Diese kann in ihr Monomer Glucose zerlegt und für ähnliche Zwecke wie Saccharose verwendet werden. Dennoch wird in diesem Fall nicht von Zucker-, sondern von Stärkepflanzen gesprochen.

## Zuckerpflanzen
In tropischen Regionen ist Zuckerrohr die verbreitetste Zuckerpflanze, während in den gemäßigten Breiten vor allem Zuckerrüben angebaut werden. Daneben findet sich eine Vielzahl weiterer, weniger bedeutender Zuckerpflanzen:
- Zuckerrohr
- Zuckerrübe
- Zuckerpalme
- Zuckerahorn
- Zuckerhirse
- Silber-Dattelpalme
- Honigpalme
- Palmyrapalme
- Agaven
- etc.

Neben diesen Zuckerpflanzen gewann seit den 1970er Jahren auch die Gewinnung von Glucosesirup aus Stärke an Bedeutung, insbesondere mit Mais, Kartoffeln und Weizen als Rohstoffpflanzen.

## Geschichte
Bevor Menschen begannen, Zucker aus Pflanzen zu isolieren, waren Honig und konzentrierte Fruchtsäfte die einzigen Möglichkeiten, Nahrungsmittel zu süßen. Der Anbau von Zuckerrohr begann nach neuerer Forschung um 8.000 v. Chr. in Neuguinea und gelangte von dort nach Indien. Etwa um 5.000 v. Chr. begann man mit der Herstellung von Sirup aus dem Zuckerrohrsaft und um 200–400 n. Chr. in Indien mit der Produktion von Kristallzucker.
Neben Zucker aus Zuckerpflanzen dienen seit den 1970er Jahren auch zunehmend Stärkepflanzen der Zuckergewinnung. Vor allem Stärke aus Mais, Kartoffeln und Weizen wird zur Gewinnung von Glucosesirup genutzt. Zucker, wie z. B. Glucose und daraus abgeleitete Polysaccharide wie Stärke und Cellulose, machen meist den größten Teil der pflanzlichen Biomasse aus. Saccharose und Stärke dienen den Pflanzen als Reservestoff.

## Verarbeitung

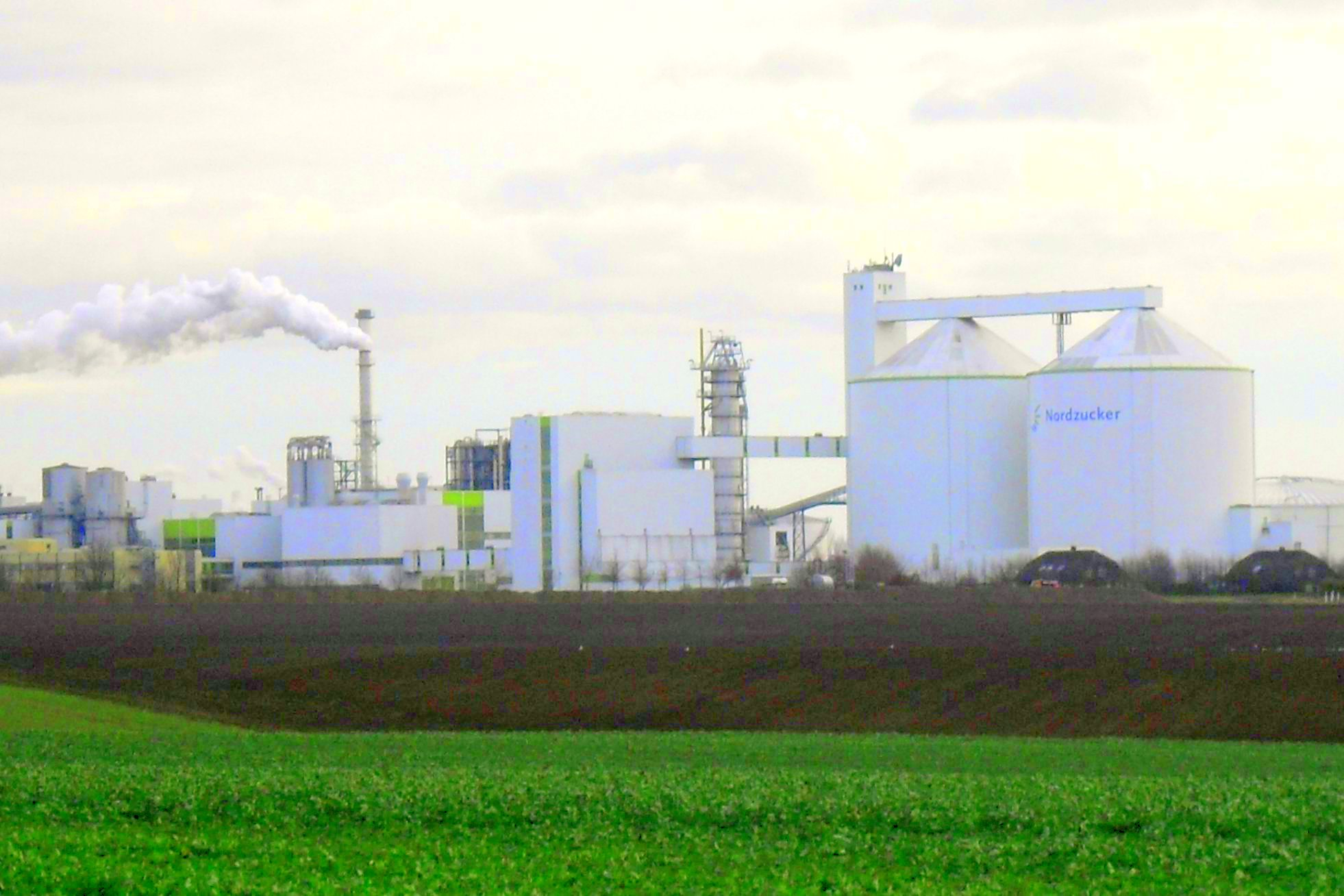
Zuckerfabrik in Klein Wanzleben

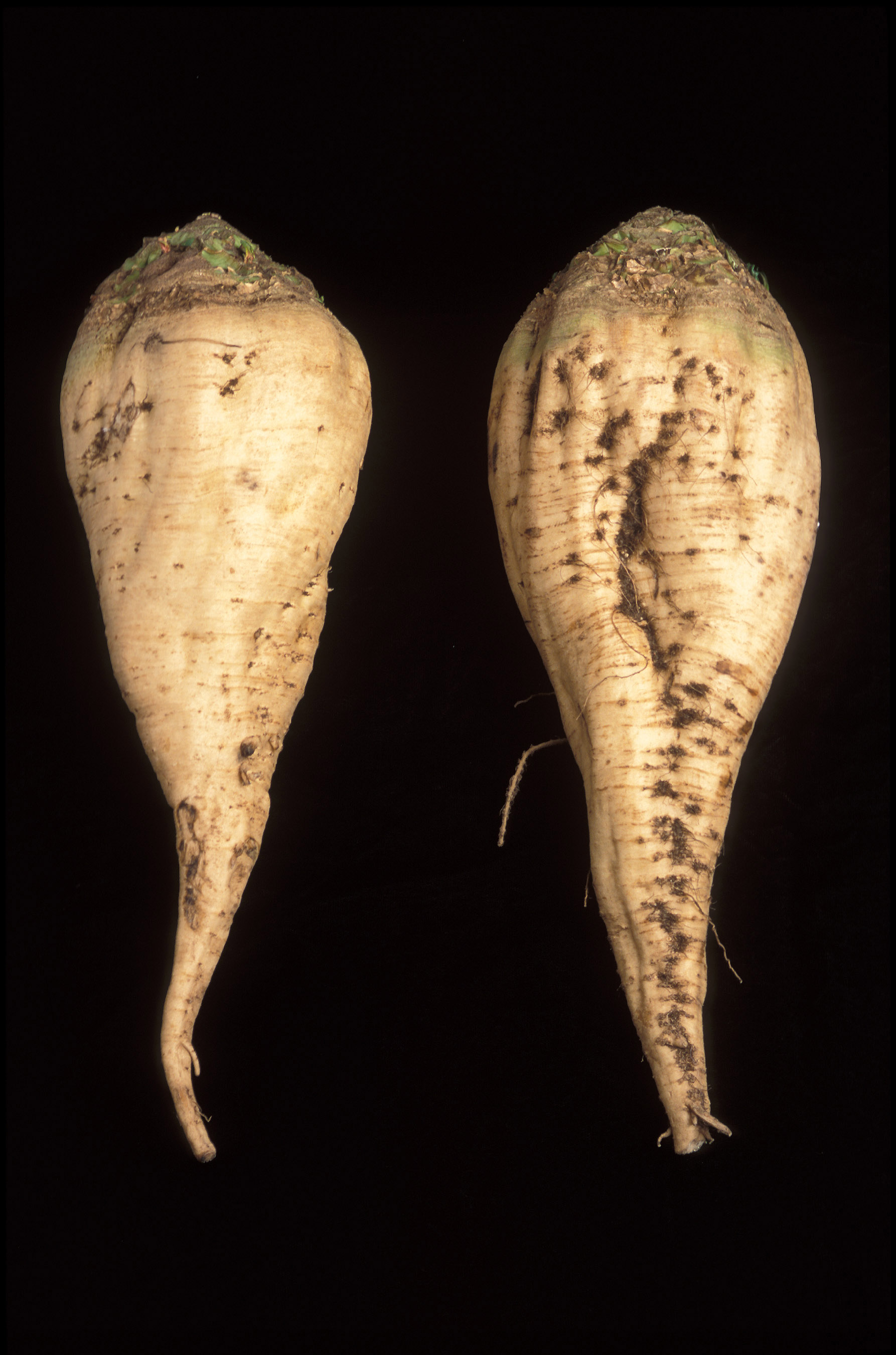
Zuckerrüben

Saccharose ist wasserlöslich und liegt innerhalb der Pflanzenzellen in Vakuolen gespeichert vor. Durch Pressen oder Auslaugung mit warmen Wasser wird der Zucker extrahiert. Bis zur Kristallisation sind verschiedene Aufbereitungsschritte notwendig. Zuckerrohr (Saccharum officinarum) ist eine mehrjährige Pflanze, die mehrfach geerntet werden kann, dabei werden die Stängel der Pflanze gewonnen und der darin enthaltene Zuckersaft durch Auspressen extrahiert. Zuckerrüben (Beta vulgaris) sind zwar zweijährige Pflanzen, jedoch erfolgt die Ernte bereits im Aussaatjahr. Die Rübe wird in der Zuckerfabrik zerkleinert und der enthaltene Zucker durch Auslaugung extrahiert.

## Nutzung
Ein großer Teil des Zuckers dient der Verwendung in Nahrungsmitteln. Zuckerpflanzen liefern mit dem Zucker aber auch einen nachwachsenden Rohstoff, der z. B. für Fermentationszwecke stofflich genutzt werden kann oder der Energiebereitstellung durch Vergärung zu Bioethanol dient.
Nebenprodukte der Zuckerherstellung, wie z. B. die Bagasse aus Zuckerrohr, können durch Verbrennung energetisch genutzt werden. Andere Anteile, z. B. Melasse aus der Zuckerrübenverarbeitung, enthalten Zucker und andere Nährstoffe, so dass eine Nutzung als Viehfutter erfolgt.
Eine weitere, bisher wenig verbreitete Nutzungsmöglichkeit ist die Erzeugung von Biogas aus Zuckerpflanzen. Insbesondere die Zuckerrübe wird derzeit auf ihre Eignung als Substrat für Biogasanlagen überprüft.